# Titularbistum Uppenna
Uppenna war eine antike Stadt in der römischen Provinz Byzacena bzw. Africa proconsularis in der Sahelregion von Tunesien.
Uppenna ist ein ehemaliges Bistum der römisch-katholischen Kirche und heute ein Titularbistum.
| Titularbischöfe von Uppenna |                                                          |                                                    |                 |               |
| Nr.                         | Name                                                     | Amt                                                | von             | bis           |
| 1                           | Bernardo José Bueno Miele Titularerzbischof pro hac vice | Koadjutorerzbischof von Ribeirão Preto (Brasilien) | 25. Januar 1967 | 12. Juli 1972 |
| 2                           | Sergio Obeso Rivera Titularerzbischof pro hac vice       | Koadjutorerzbischof von Jalapa (Mexiko)            | 15. Januar 1974 | 12. März 1979 |
| 3                           | Jan De Bie                                               | Weihbischof in Mecheln-Brüssel (Belgien)           | 13. März 1987   |               |